# Округ Овен (Индијана)
Овен (енгл. Owen County) је округ у америчкој савезној држави Индијана.

## Демографија
По попису из 2010. године број становника је 21.575, што је 211 (-1,0%) становника мање 2000. године.
| Група             | 2000.          | 2010.          |
| Белци             | 21.291 (97,7%) | 20.983 (97,3%) |
| Афроамериканци    | 55 (0,3%)      | 65 (0,3%)      |
| Азијати           | 36 (0,2%)      | 66 (0,3%)      |
| Хиспаноамериканци | 164 (0,8%)     | 198 (0,9%)     |
| Укупно            | 21.786         | 21.575         |